# Oblast' di Novosibirsk
L'oblast' di Novosibirsk (in russo Новосиби́рская о́бласть?, Novosibírskaja óblastʾ) è una oblast' della Russia nel sud-ovest della Siberia, con capitale Novosibirsk e conta 2 798 170 abitanti (1 405 600 a Novosibirsk). La distanza da Mosca è 3191 km, il fuso orario è UTC +7:00, CET +6:00 (Mosca +4:00).

## Geografia fisica
La regione si trova nel sud-est del bassopiano della Siberia occidentale. Nel centro e nell'est si stendono le creste (di 6-10 metri d'altezza) dal sud-ovest al nord-est. Il punto più elevato è di 498 metri sul livello del mare. Le depressioni tra di esse sono coperte da paludi e laghi (Čany, Ubinskoe, Sartlan).
La superficie è 178200 km² (1,0% del territorio russo). L'estensione da ovest a est è di 642 km, da nord a sud di 444 km.
Le risorse minerali presenti sono scarse rispetto alle altre regioni siberiane. Per lo più vi sono petrolio, gas naturale, carbon fossile, oro, torba, argille ceramiche.
L'Ob' scorre nella porzione orientale dell'oblast. C'è il bacino di Novosibirsk (chiamato anche "Mare di Ob"), un lago artificiale creato per la centrale idroelettrica di Novosibirsk, che si stende da Novosibirsk al sud dell'oblast e finisce nel Kraj dell'Altaj. La maggioranza dei fiumi sono affluenti dell'Ob, molti sboccano in laghi chiusi.
Il clima è continentale. La temperatura media a gennaio è da −16 °C nel sud fino a −20 °C nel nord, a luglio tra 18 °C e 20 °C. Avvengono 300-500 mm di precipitazioni all'anno. Il periodo di vegetazione è 144-148 giorni nel nord, e 158-163 giorni nel sud.
L'oblast' di Novosibirsk confina con:
- oblast' di Omsk
- oblast' di Tomsk
- Kazakistan
- Territorio dell'Altaj
- oblast' di Kemerovo

## Ecologia
L'oblast' di Novosibirsk è situata nelle zone della taiga meridionale, con bosco misto e steppa. La terra è grigia e nera. Le foreste occupano l'11% del territorio. Nel nord vi è la taiga paludosa (abete siberiano, pino, cedro, betulla, tremoli e raramente larice), più a sud c'è bosco misto tipico con boschetti di betulle e di pini. Nel sud-est ci sono steppe d'erbe varie.
Nel nord abitano orsi, renne, alci, linci, caprioli, lontre, scoiattoli, ermellini. Gli uccelli presenti sono gallo cedrone e francolino. Nella steppa-foresta si sono conservati esemplari di lupo, volpe, donnola, lepre (grigia e bianca).

## Economia e trasporti
La regione è attraversata dalla ferrovia Transiberiana, che la connette con Omsk ad ovest, Tomsk al nord, Krasnojarsk ad est. Le linee ferroviarie secondarie la connettono con Kemerovo e Novokuzneck ad est, e Barnaul al sud. La maggioranza delle città minori si trovano accanto alle ferrovie. Anche le autostrade connettono le stesse città.
L'oblast' di Novosibirsk è una delle regioni più sviluppate nella Siberia. Produce il 10% dei prodotti delle regioni siberiane.
Le industrie più importanti sono:
- costruzioni meccaniche (21,7%)
- industria alimentare (24,9%)
- industria di energia elettrica (18,3%)
- metallurgia non ferrosa (10%)

Il 48% del territorio è utilizzato dall'agricoltura che si specializza nella produzione di frumento, patata e lino. È sviluppato l'allevamento del bestiame.
Nella Oblast' si trova anche la miniera di carbone di Listvianskaya che ha una produzione annuale di 5 milioni di tonnellate di carbone.

## Storia
L'oblast' fu istituita il 28 settembre 1937. Il capoluogo e la città più grande è Novosibirsk, che è anche la città capoluogo del circondario federale della Siberia.
Nel 1943 dall'oblast' di Novosibirsk fu staccata l'oblast' di Kemerovo, nel 1944 l'oblast' di Tomsk.

## Amministrazione
Gli organi dell'autorità regionale:
- potere esecutivo, l'Amministrazione dell'Oblast', diretta dal governatore (nominato dal presidente della Russia);
- potere legislativo, il consiglio di Oblast', eletto su principio maggioritario.

## Geografia antropica

### Suddivisioni amministrative

#### Rajon
La oblast' di Novosibirsk comprende 30 rajon (fra parentesi il capoluogo; sono indicati con un asterisco i capoluoghi non direttamente dipendenti dal rajon ma posti sotto la giurisdizione della oblast'; i numeri indicano il riferimento alla mappa):
- Baganskij (Bagan) - 12
- Barabinskij (Barabinsk*) - 8
- Bolotninskij (Bolotnoe) - 28
- Čanovskij (Čany) - 7
- Čerepanovskij (Čerepanovo) - 25
- Čistoozërnyj (Čistoozërnoe) - 9
- Čulymskij (Čulym) - 19
- Dovolenskij (Dovol'noe) - 16
- Iskitimskij (Iskitim*) - 24
- Karasukskij (Karasuk) - 13
- Kargatskij (Kargat) - 15
- Kolyvanskij (Kolyvan') - 20
- Kočenëvskij (Kočenëvo) - 21
- Kočkovskij (Kočki) - 18
- Krasnozërskij (Krasnozërskoe) - 17

- Kujbyševskij (Kujbyšev*) - 5
- Kupinskij (Kupino) - 10
- Kyštovskij (Kyštovka) - 1
- Masljaninskij (Masljanino) - 26
- Moškovskij (Moškovo) - 29
- Novosibirskij (Novosibirsk*) - 30
- Ordynskij (Ordynskoe) - 22
- Severnyj (Severnoe) - 2
- Suzunskij (Suzun) - 23
- Tatarskij (Tatarsk*) - 6
- Togučinskij (Togučin) - 27
- Ubinskij (Ubinskoe) - 14
- Ust'-Tarkskij (Ust'-Tarka) - 3
- Vengerovskij (Vengerovo) - 4
- Zdvinskij (Zdvinsk) - 11

#### Città

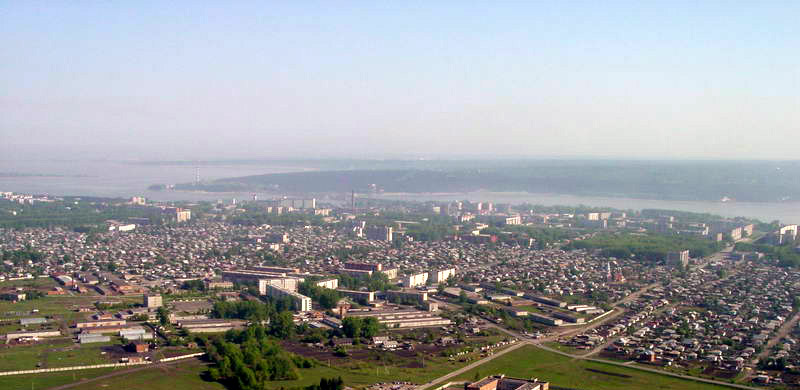
Panorama della città di Berdsk

I centri abitati della oblast' che hanno lo status di città (gorod) sono 14 (in grassetto le città sotto la diretta giurisdizione della oblast', che costituiscono una divisione amministrativa di secondo livello):
- Barabinsk
- Berdsk
- Bolotnoe
- Čerepanovo
- Čulym
- Iskitim
- Karasuk

- Kargat
- Kupino
- Kujbyšev
- Novosibirsk
- Ob'
- Tatarsk
- Togučin

#### Insediamenti di tipo urbano
I centri urbani con status di insediamento di tipo urbano sono invece 17 (al 1º gennaio 2010):
- Čany
- Čik
- Čistoozërnoe
- Dorogino
- Gornyj
- Kočenëvo
- Kol'covo
- Kolyvan'
- Krasnoobsk

- Krasnozërskoe
- Linëvo
- Masljanino
- Moškovo
- Ordynskoe
- Posevnaja
- Stancionno-Ojašinskij
- Suzun